# 田中毎実
田中 毎実（たなか つねみ、1947年- ）は、日本の教育学者、京都大学名誉教授。

## 人物・来歴
鳥取県生まれ。1971年大阪大学文学部卒、75年同大学院文学研究科博士後期課程単位取得退学。2003年「臨床的人間形成論の構築 大学教育の実践的認識を手がかりにして」で京都大学博士（教育学）。75年大阪大学人間科学部助手、1977年愛媛大学教育学部助手、78年講師、80年助教授、91年教授、1995年京都大学高等教育推進研究開発センター教授。2066年同センター長。2012年定年退任、名誉教授、武庫川女子大学教育学部教授。2021年退職。教育哲学・大学教育学専攻。教育学の臨床的人間形成論への展開を企図している。

## 著書
- 『臨床的人間形成論へ ライフサイクルと相互形成』 (教育思想双書）勁草書房, 2003.4
- 『大学教育の臨床的研究 臨床的人間形成論 第1部』東信堂, 2011.12
- 『臨床的人間形成論の構築 (臨床的人間形成論 第2部)』 東信堂, 2012.4
- 『啓蒙と教育 臨床的人間形成論から』 (教育思想双書) 勁草書房, 2021.2

### 共編著
- 『教育人間学 臨床と超越』編. 東京大学出版会, 2012.8
- 『日本教育学の系譜 吉田熊次・篠原助市・長田新・森昭』小笠原道雄,森田尚人,矢野智司共著. 勁草書房, 2014.8